# GM Korea
GM Korea (한국지엠) é uma fabricante de automóveis sul-coreana. O departamento automotivo, anteriormente denominado GM Daewoo e Daewoo Motors, associado ao grupo industrial Daewoo, é controlado desde 2002 pelo grupo industrial estadunidense General Motors.

## História

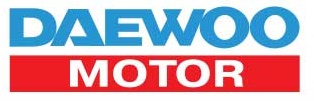
Logo da Daewoo Motor.

A empresa foi fundada como National Motor em 1937 em Bupyeong-gu, Incheon, Coreia do Sul. Após mudar seu nome para Saenara Motor em 1962, a empresa foi comprada pela Shinjin Industrial em 1965, que mudou seu nome novamente para Shinjin Motor, estabelecendo colaborações com a Toyota.
Após a Toyota abandonar a parceria em 1972, Shinjin Motor celebrou uma parceria com a General Motors denominada General Motors Korea, tendo seu nome mudado em 1976 para Saehan Motor.
Em 1982 o Grupo Daewoo ganhou seu controle e mudou o nome da joint venture para Daewoo Motor. No início dos anos 90 a companhia iniciou uma forte expansão por vários mercados do mundo. Até 1996 todos os seus modelos eram baseados em modelos da General Motors (GM).

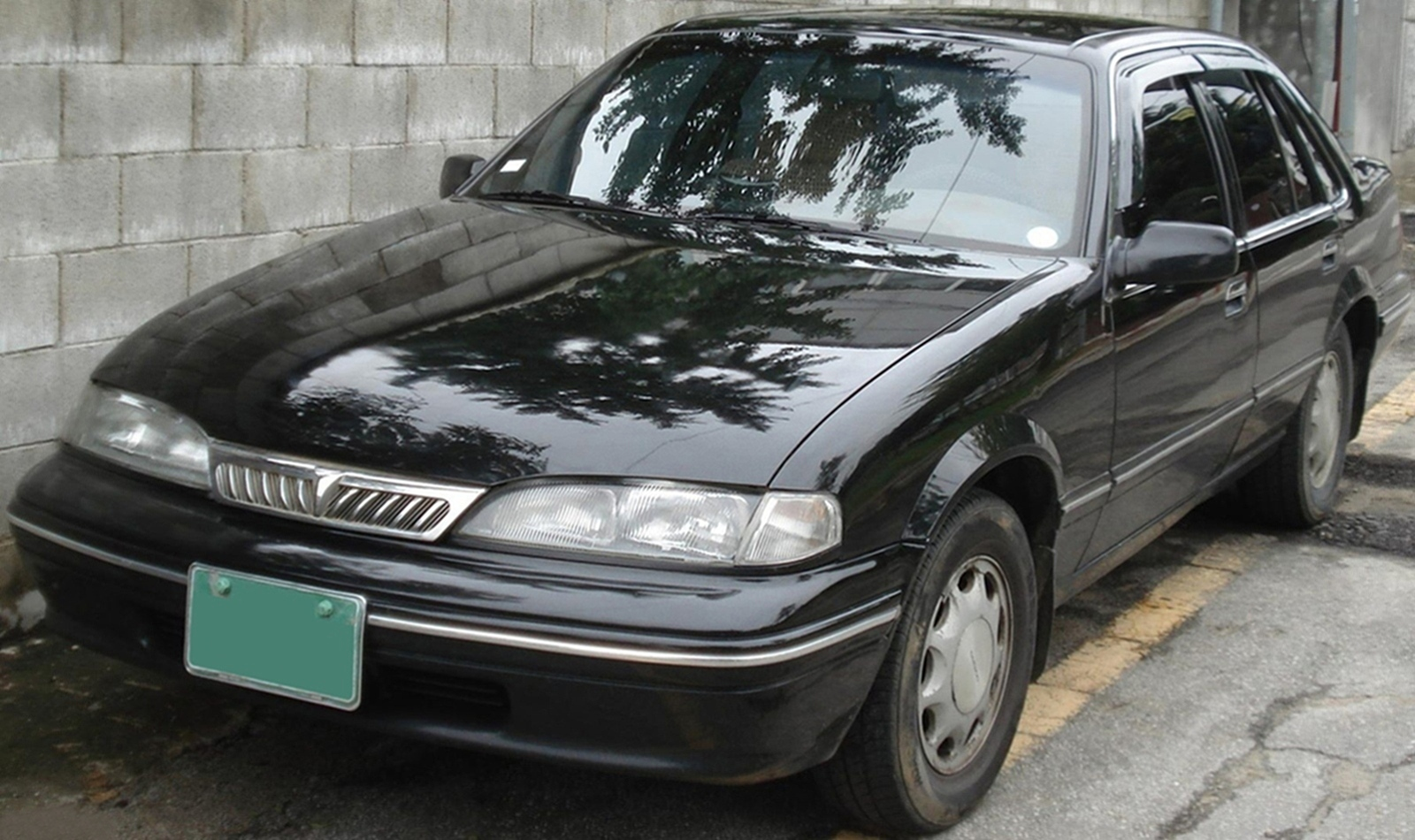
Daewoo Prince

Em 2001 a General Motors decidiu comprar a maior parte dos ativos da Daewoo Motor para formar a GM Daewoo. Esta companhia iniciou suas operações em 17 de outubro de 2002, com a GM e seus parceiros Suzuki e SAIC detendo uma participação de 66,7% e gerando investimentos de 400 milhões de dólares. A participação remanescente de 33,3% é detida pelo Banco de Desenvolvimento da Coreia e outros credores coreanos, correspondendo a um investimento de 197 milhões de dólares. Foram excluídas do negócio 15 fábricas, especialmente as fábricas mais antigas da Daewoo em Bupyeong, que agora operam sob o nome de Daewoo Incheon Motor Company como fornecedor de peças para a GM Daewoo; General Motors pretende comprar estas fábricas até 2008. Em fevereiro de 2005, a GM investiu 49 milhões de dólares para aumentar sua participação para 48,2%. Adicionalmente, a GM adquiriu 6.9 milhões de ações da GM Daewoo no valor de 21 milhões de dólares de propriedade da Suzuki Motors em agosto do mesmo ano. Desta forma, a participação total da General Motors passou a totalizar 50,9%. A Suzuki ainda possui 11% da GMDAT mas especula-se que esteja negociando a venda desta participação para a GM.
A GMDAT tem centros de design, engenharia, pesquisa & desenvolvimento aos quais são delegados o desenvolvimento de vários produtos GM. Em 25 de novembro de 2003 o centro de design foi transferido para um prédio do complexo da sede da empresa em Bupyeong e recebeu a responsabilidade de desenhar um novo utilitário esportivo sobre a plataforma Theta, a ser apresentado em 2006. Neste mesmo ano a GM delegou formalmente à GMDAT o desenvolvimento de futuros modelos compactos (de acordo como padrão europeu, ou "minicarros"/subcompactos, em conformidade com o padrão americano).
GMDAT tem fábricas de montagem na Coreia do Sul e uma linha de montagem no Vietnam. Modelos desenvolvidos pela GMDAT também são montados na China, Tailândia, Índia e Colômbia (desde fevereiro de 2005). Seus modelos são comercializados em mais de 140 países. Em 2004, a GMDAT vendeu mais de 900 000 veículos em todo o mundo.
Em 20 de janeiro de 2011, a General Motors anunciou que a GM Daewoo seria renomeada GM Korea "para refletir o status elevado [da Daewoo] nas operações globais da GM", a partir de março de 2011. A maioria dos veículos Daewoo restantes foram comercializados como Chevrolet.

## Lista de modelos

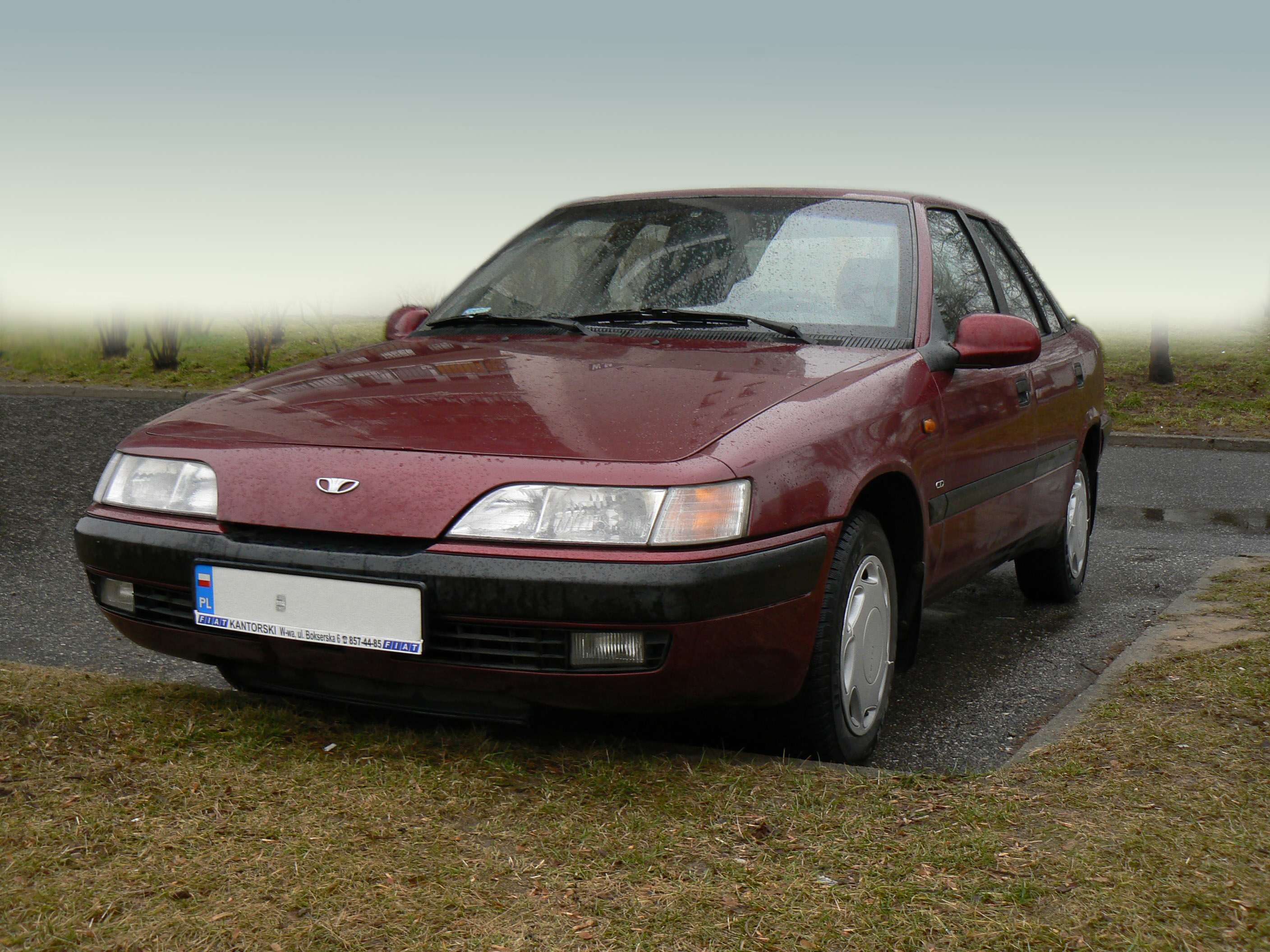
Daewoo Espero.

### Carros de passeio
- Brougham
- Chairman (também comercializado como SsangYong Chairman)
- Damas/Labo
- Espero (1995 - 1997)
- Gentra (2006 - presente)
- Maepsy (versão Daewoo do Opel Kadett)
- Istana (versão Daewoo do SsangYong Istana)
- Kalos (2002 - presente)
- Korando (versão Daewoo do SsangYong Korando)

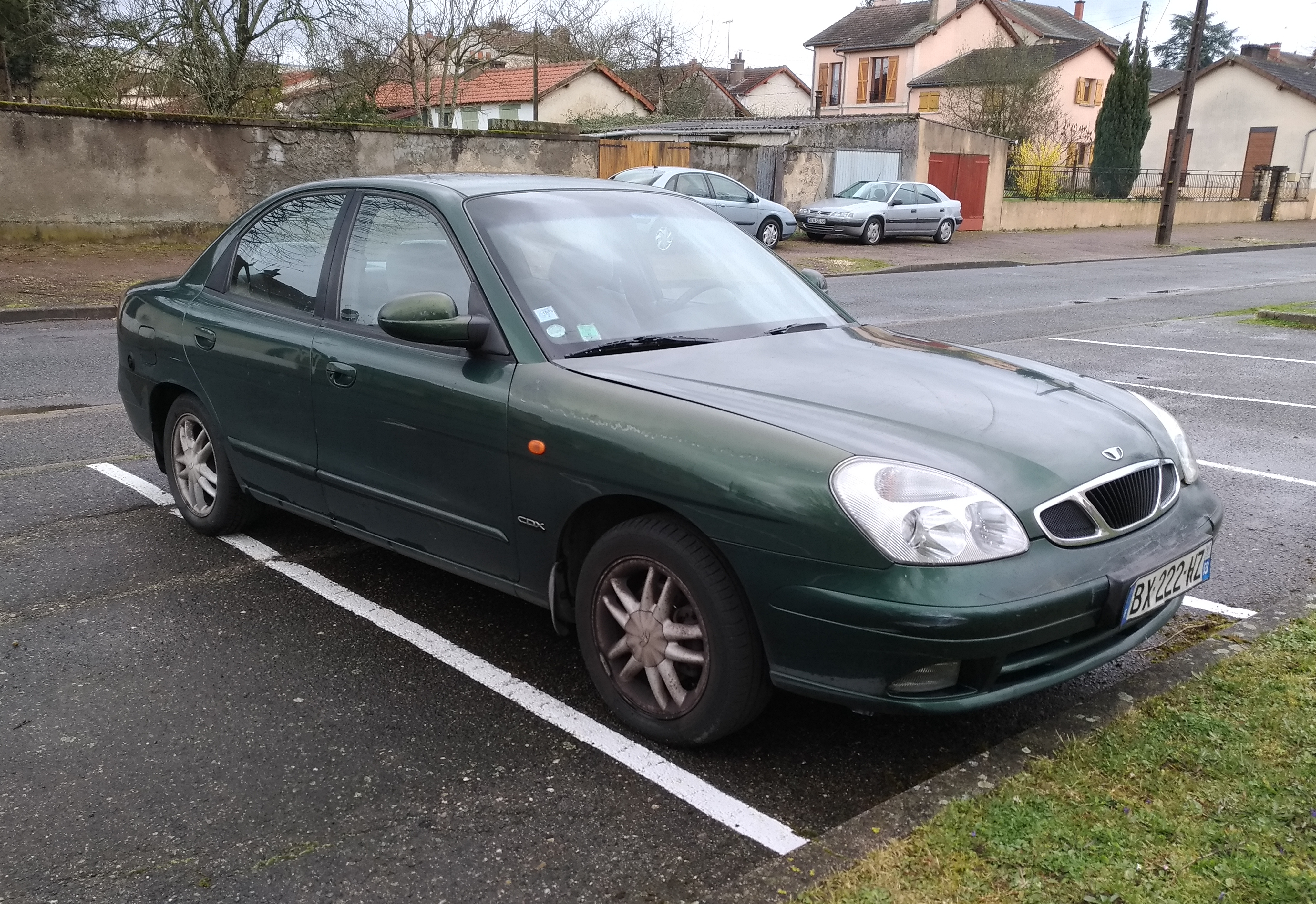
2000 Daewoo Nubira

- L4X
- Lacetti (2004 - presente)
- Lanos (1997 - 2002)
- Leganza (1997 - 2002)
- LeMans
- Magnus2000 Daewoo Nubira
- Matiz2013 Daewoo GentraDaewoo Lanos sedan

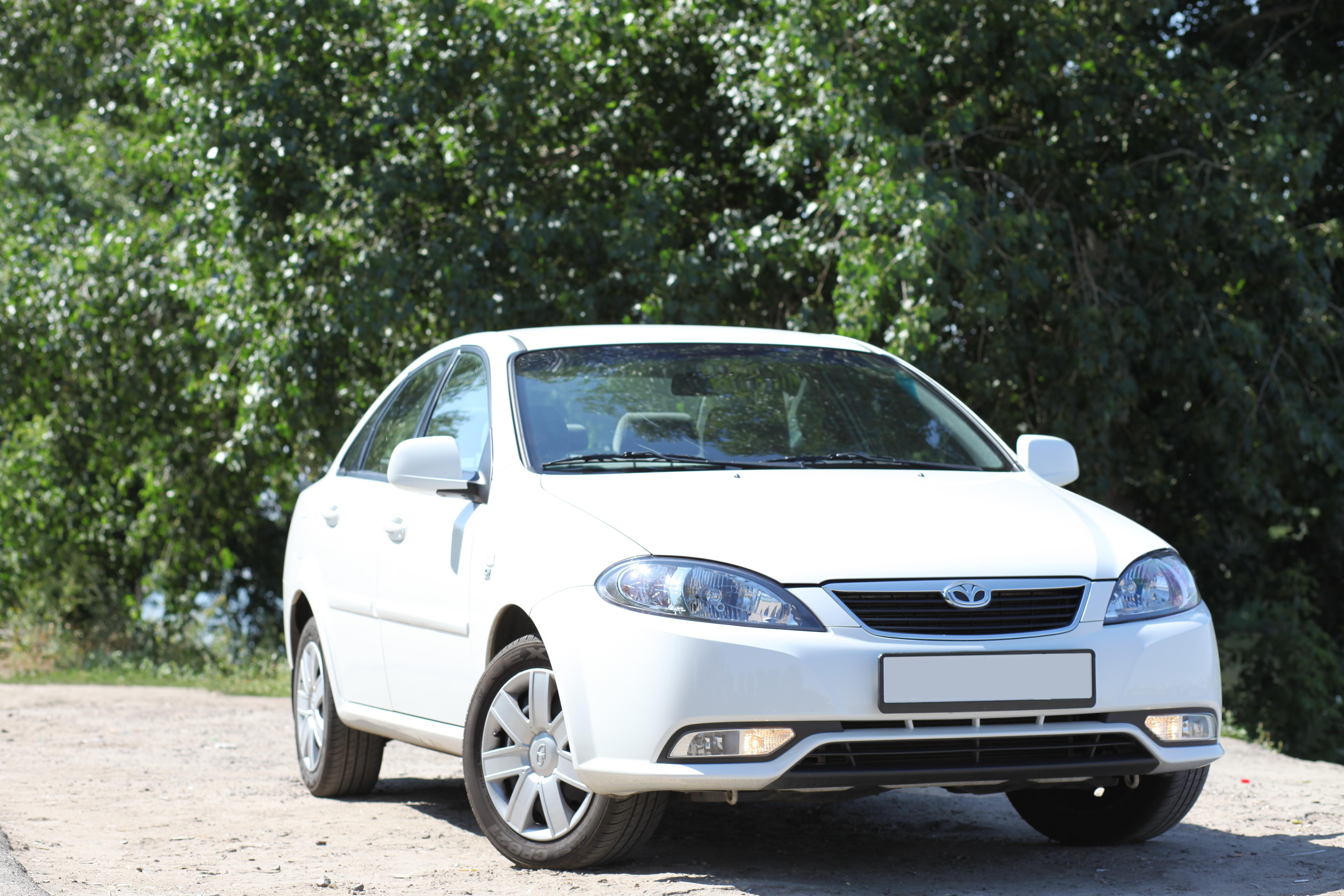
2013 Daewoo Gentra

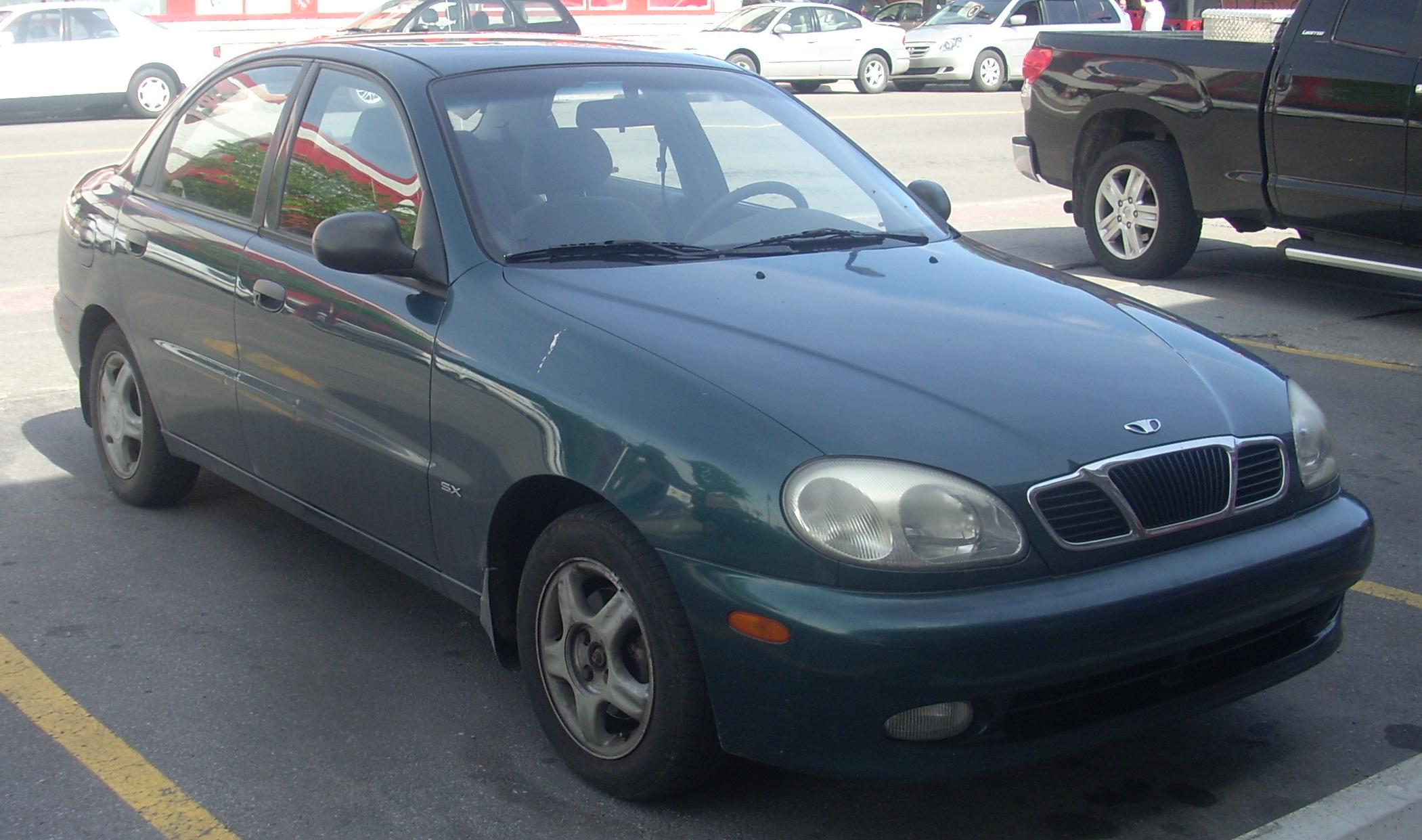
Daewoo Lanos sedan

- Musso (versão Daewoo do SsangYong Musso)
- Nexia
- Nubira
- Prince
- Rezzo (também comercializado como Tacuma)
- Royale Prince (versão Daewoo do Opel Rekord)
- Royale Salon (versão Daewoo do Holden Commodore)
- Statesman (versão Daewoo do Holden Statesman)
- Super Salon
- Tico (versão Daewoo do Suzuki Alto)
- Tosca (também comercializado como Chevrolet Epica)
- Winstorm (também comercializado como Chevrolet Captiva)

### Protótipos
- Daewoo No.1 (1995)
- Daewoo No.2 (1995)
- Daewoo Mya (1996)
- Daewoo Tacuma (1997)
- Daewoo Joyster (1997)
- Daewoo Shiraz (1998)
- Daewoo Mirae (1999)
- Daewoo DMS-1 (1999)
- Daewoo Musiro (2000)
- Daewoo Vada (2001)
- Daewoo Flex (2001)
- Daewoo Scope (2003)
- Chevrolet S3X (2004)
- Chevrolet M3X (2004)
- Chevrolet T2X (2005)
- Chevrolet G2X (2006)